# Mečislovas Reinys
Mečislovas Reinys (ur. 5 lutego 1884 w Daugaliai, zm. 8 listopada 1953 we Włodzimierzu) – litewski wykładowca uniwersytecki, filozof i psycholog, ksiądz katolicki i arcybiskup wileński (1941–53), polityk chadecji oraz minister spraw zagranicznych w latach 1925–26, represjonowany w czasach stalinizmu.

## Życiorys
Po ukończeniu w 1905 roku wileńskiego seminarium studiował na Akademii Duchownej w Petersburgu. W lipcu 1907 roku został wyświęcony na księdza, dwa lata później uzyskał tytuł doktora teologii. Naukę kontynuował w Louvain (filozofia i biologia) oraz Strasburgu (apologetyka). W 1916 roku podjął pracę w Seminarium w Wilnie jako wykładowca. 
W 1919 roku aresztowany tymczasowo przez wojska bolszewickie. Po przyłączeniu Wilna do II RP w 1922 roku wyjechał na Litwę - osiedlił się w Kownie, gdzie wykładał na Uniwersytecie Witolda Wielkiego teologię, filozofię oraz kierował Wydziałem Psychologii. 
Angażował się w działalność polityczną po stronie chadecji - w 1925 roku został ministrem spraw zagranicznych, podpisał konkordat Republiki Litewskiej z Watykanem, na mocy którego została utworzona odrębna metropolia w Kownie. 
5 kwietnia 1926 roku papież Pius XI mianował go biskupem koadiutatorem Wyłkowyszek na Suwalszczyźnie. 
Działał na rzecz powołania katolickiego uniwersytetu na Litwie, jego starania zakończyły się niepowodzeniem. 
W lipcu 1940 roku został mianowany arcybiskupem tytularnym i pomocniczym Wilna, po aresztowaniu Romualda Jałbrzykowskiego przez Niemców zarządzał diecezją wileńską aż do pojmania przez NKWD w 1947 roku pod zarzutem „konszachtów z antyradzieckim podziemiem nacjonalistycznym”. 
Skazany na 10 lat więzienia i osadzony we Włodzimierzu, gdzie zmarł. 
Autor prac z dziedziny filozofii, psychologii i socjologii (m.in. „Rasizmo problema”, wyd. Kowno 1939).